# ترکمادا
ترکمادا (به اسپانیایی: Torquemada, Palencia) یک شهرستان در اسپانیا است که در استان پالنسیا واقع شده‌است.

## خصوصیات
ترکمادا ۸۳٫۶۳ کیلومترمربع مساحت و ۱٬۰۵۹ نفر جمعیت دارد.